# Reattore a biomassa adesa a letto mobile
Un reattore a biomassa adesa a letto mobile (o MBBR, dall'inglese Moving Bed Biofilm Reactor) è un impianto per il trattamento biologico di depurazione delle acque reflue.

I reattori a biomassa adesa a letto mobile fanno parte della famiglia dei sistemi a biomassa adesa a supporto mobile, che stanno soppiantando i tradizionali processi ai fanghi attivi nel biotrattamento dei reflui inquinati.

Tale tecnologia può essere facilmente installata in bacini esistenti a fanghi attivi.

## Meccanismo
I reattori del tipo MBBR sono formati da vasche (reattori biologici) in cui i microrganismi attecchiscono su mezzi di supporto dispersi e sospesi nel refluo oggetto del trattamento.

Il biofilm che si forma su tali supporti è funzione del carico organico associato al refluo in ingresso.

A differenza degli altri processi a biomassa adesa, i supporti in questo caso sono liberi di muoversi e quindi non mantengono fisse le né le mutue posizioni né quelle rispetto al reattore.

La crescita di un biofilm su un supporto è il risultato dell'interazione tra processi di tipo biologico e processi di trasporto dei substrati. In particolare la formazione del biofilm è dovuta principalmente alla crescita delle cellule microbiche e alla produzione di polimeri extracellulari (in genere è trascurabile il contributo della massa in sospensione che attecchisce al supporto stesso). Lo sviluppo della pellicola varia quindi in funzione della composizione del refluo e dei processi di trasporto; da questi ultimi dipende la disponibilità di substrati per i microrganismi all'interno del biofilm.

Il progressivo ispessirsi della pellicola, da una parte influenza la diffusione dei substrati organici e dell'ossigeno, dall'altra determina, in funzione delle caratteristiche idrodinamiche del reattore, il parziale distacco dei film dai supporti, attraverso il fenomeno che viene solitamente indicato come “distacco delle pellicole di spoglio”. 

In particolare questo accade per diversi motivi: predazione da parte di organismi quali protozoi o metazoi, sforzi di taglio indotti dal flusso di acqua tangenziale al film, abrasione dovuta agli urti reciproci cui sono sottoposti i supporti dove è presente la pellicola (nei processi a letto mobile), distacco spontaneo o collassamento quando nelle zone profonde del biofilm si realizzano condizioni limitanti di ossigeno e di substrati.

## Tipologia realizzativa
I reattori MBBR possono essere realizzati con o senza ricircolo del fango dal sedimentatore secondario.

Nel caso non sia previsto il ricircolo, i reattori a biomassa adesa si definiscono:
- MBBR puri: non essendoci ricircolo di fango attivo, il bioreattore sfrutta la sola biomassa adesa ai supporti mobili;
- MBBR ibridi o a biomassa mista (adesa+sospesa) o IFAS, dall'inglese Integrated Fixed-Film Activated Sludge: nella vasca di ossidazione è presente anche fango attivo in sospensione che non è adeso ad alcun supporto.

## Configurazione dell'impianto
I reattori a letto mobile sono costituiti da vasche all'interno delle quali vengono mantenuti in movimento elementi di supporto (carrier), che possono essere realizzati in materiali plastici il cui peso specifico è vicino a quello dell'acqua, e sui quali si sviluppa la pellicola biologica (biofilm).

Il movimento degli elementi è garantito dal sistema di insufflazione di aria o da miscelatori meccanici; questo garantisce la realizzazione di reattori a completa miscelazione, quindi si riduce la presenza di zone idraulicamente morte e si sfrutta al massimo il volume disponibile.

Le vasche sono dotate di opportune griglie per evitare il trascinamento e la fuoriuscita degli elementi dal reattore.

L'effluente del bioreattore confluisce nella vasca di sedimentazione secondaria nel quale i fanghi si separano dalla fase liquida.

A seconda della tipologia di impianto, il fango prelevato dal fondo delle vasche di decantazione viene pompato interamente (MBBR puro) o parzialmente (MBBR ibrido) verso i trattamenti della linea fanghi del depuratore.
Recenti studi mostrano come l'applicazione degli MBBR in bioreattori a membrana (MBR) sia in grado di innalzare il rendimento della depurazione di reflui e di ridurre la formazione del fouling sulle membrane e quindi i consumi energetici.

## Caratteristiche
Le principali caratteristiche dei reattori a letto mobile sono:
- operano in continuo, non sono soggetti ad intasamento, grazie al loro elevato grado di vuoto, e pertanto non richiedono controlavaggi;
- presentano limitate perdite di carico, in quanto non si ha la formazione di percorsi preferenziali tra i supporti;
- hanno una buona versatilità in fase di gestione: è possibile variare il tasso di riempimento (sempre) e il rapporto di ricircolo dei fanghi (nei reattori ibridi).

## Tipologie di impianti
I sistemi MBBR possono essere rappresentati in modo schematico come reattori bifasici (fase liquida e fase solida, quest'ultima rappresentata dal supporto) o reattori trifasici (fase liquida, gassosa e supporti solidi).

### Reattori bifasici
Nei reattori a letto mobile bifasici il mezzo di riempimento solido è in libero movimento all'interno della fase liquida. Questa configurazione si presta per reattori anossici realizzati per ottenere la denitrificazione o per reattori anaerobici volti alla rimozione del fosforo. In entrambi i casi, la movimentazione dei supporti è ottenuta mediante installazione di miscelatori meccanici.

### Reattori trifasici
I reattori a letto mobile trifasici sono caratterizzati dalla presenza simultanea della fase solida (supporti), della fase liquida e gassosa (aria o ossigeno puro). La movimentazione è assicurata dall'insufflazione di aria mediante diffusori posizionati sul fondo della vasca.
I processi brevettati sono numerosi e si differenziano principalmente per i corpi di riempimento utilizzati che variano nella natura del materiale, forma, densità e superficie specifica (processi Captor, Linpor, Flocor-RMP, Natrix, Kaldnes KMT).

## Vantaggi
I vantaggi della tecnologia MBBR sono:
- facile impiego per l'upgrade di impianti a fanghi attivi;
- sedimentazione primaria non indispensabile;
- ingombro in pianta minore rispetto ad un impianto a fanghi attivi;
- limitate perdite di carico.

## Svantaggi
Gli svantaggi della tecnologia MBBR sono rappresentati da:
- opportunità di eseguire una stacciatura a fine processo;
- aerazione con bolle medio-grandi;
- controllo limitato del processo.

## Applicazioni
Le principali applicazioni riguardano i trattamenti delle acque reflue, sia civili che industriali. I sistemi MBBR sono particolarmente efficaci per la rimozione di azoto e fosforo e del carbonio organico (COD).
I processi che si instaurano sono, a seconda delle tipologie brevettate impiegate, di tipo biologico aerobico, anossico o anaerobico. 
Le fasi sono:
- rimozione della sostanza organica: trattamento biologico, sgrossatura e affinazione;
- nitrificazione: ossidazione dei composti organici dell'azoto allo stato ridotto svolta da batteri autotrofi;
- denitrificazione: rimozione dei composti dell'azoto presenti in soluzione sotto forma di NO3- e NO2- (prodotti dalla nitrificazione precedente) ad opera di batteri denitrificanti.

Le tecnologie MBBR messe a punto trovano impiego negli impianti municipali intensivi, sistemi di lagunaggio estensivi, allevamenti ittici, industrie alimentari, cartiere e impianti chimici.
In alcuni casi vengono affiancati a sistemi di più ampia diffusione per potenziarne l'effetto di depurazione.
La tecnologia MBBR è ancora poco diffusa in Italia, mentre aumentano le applicazioni soprattutto in Nord Europa: è indicata per l'adeguamento di impianti esistenti grazie soprattutto alla semplicità di realizzazione e gestione che la caratterizza.